# بدشانس (فیلم ۱۹۲۱)
بد شانس (به انگلیسی: Hard Luck) محصول سال ۱۹۲۱ میلادی آمریکا فیلم کمدی با بازی باستر کیتون و نوشته و کارگردانی شده توسط کیتون و ادوارد اف کلاین. این فیلم ۲۲ دقیقه ای برای شصت سال گم شده بود ولی در سال ۱۹۸۷ بیشتر این فیلم به جز صحنه پایانی اش پیدا و بازسازی شد. این صحنه بعدها کشف و در روسیه چاپ و بایگانی شده و در حال حاضر تمام این فیلم در دسترس است.